# 布拉格戰役 (1741年)
布拉格戰役（法語：Bataille de Prague）發生於1741年11月26日，是奧地利王位繼承戰爭中的一場戰役。法國將軍莫里斯·德·薩克斯成功佔領了哈布斯堡君主國的重鎮布拉格。

## 背景
為了延續他父親的戰略，卡尔·阿尔布雷希特渴望獲得更高的權力。做為約瑟夫一世的女婿，在查理六世於1740年死去後，卡爾拒絕承認1713年的国事诏书，並索求哈布斯堡王朝在德意志地區的領土。1741年7月，卡爾與法蘭西王國和西班牙結盟對抗奧地利。
在奧地利王位繼承戰爭中，卡爾入侵了上奧地利並準備征服維也納，但他的盟友法國轉而攻擊波希米亞。

## 戰鬥
莫里斯·德·薩克斯，一名經驗豐富且非常了解戰爭戰術的指揮官。謹慎的觀察了城牆上的防禦工事，並制定了突擊計畫。一群擲彈兵將在夜晚進攻，而為了不驚動到守軍，皆只能使用次刀。11月25日至26日的晚上，一支小隊爬上防禦不力的其中一段城牆，並在守軍發現問題前佔領並打開城門。城門打開後大量騎兵衝進城，守軍別無選擇只能投降。

## 後果
第二天，卡尔·阿尔布雷希特加冕為波希米亚国王，後還短暫成為神聖羅馬皇帝。但攻佔布拉格對局勢影響不大。1742年12月，奧地利重新佔領了布拉格。

## 來源
1. ↑  Simon Winder. . Farrar, Straus and Giroux. 2014: 177–  [2022-05-27]. ISBN 978-0-374-71161-0. （原始内容存档于2022-06-11）.
2. ↑  Grant, R.G. .   [2022-05-27]. （原始内容存档于2022-06-21）.